# Ешбаев, Сарсенгали
Сарсенгали Ешбаев (5 апреля 1924 — 3 апреля 1998) — участник Великой Отечественной войны, сапёр 81-го отдельного штурмового инженерно-сапёрного батальона 17-й Гатчинской Дважды Краснознамённой штурмовой инженерно-саперной бригады Резерва Верховного Главнокомандования, ефрейтор — на момент представления к награждению орденом Славы 1-й степени, кавалер ордена Славы трёх степеней.

## Биография
В действующей армии в Великой Отечественной войне с 1942 года по 9.5.1945 года Трижды ранен.
Родился 5 апреля 1924 года в ауле № 14 ныне Байганинского района Актюбинской области Казахстана в семье крестьянина. Казах. Член КПСС с 1956 года. Образование среднее.

### На фронте
В 1942 году был призван в Красную армию. С декабря 1943 года участвовал в боях с немецко-фашистскими захватчиками. Был сапёром 81-го отдельного штурмового инженерно-сапёрного батальона на Калининском, Ленинградском и 1-м Белорусском фронтах.

### Подвиг
11-13 февраля 1944 года рядовой Ешбаев с группой бойцов в бою у населённого пункта Ухеконна (северо-восточнее Мустаныэ, Эстония) захватил 6-ствольный миномёт противника. Приказом от 9 апреля 1944 года рядовой Ешбаев Сарсенгали награждён орденом Славы 3-й степени (N 17887).
В ночь на 13 июня 1944 года западнее Териоки (Зеленогорск, Ленинградский горсовет) ефрейтор Ешбаев вместе с другими сапёрами быстро проделал проходы в минных полях и проволочных заграждениях противника, установил указатели, что обеспечило выход стрелков к реке Райволанйоки и её форсирование. На противоположном берегу в бою под миномётным огнём противника первым поднялся в атаку, уничтожил 5 солдат противника. Был ранен, но в медсанбат ушёл только после боя, по приказу командира.
Приказом от 4 июля 1944 года рядовой Ешбаев Сарсенгали награждён орденом Славы 2-й степени (14 3242). Так же отважно воевал сапёр Ешбаев и на польской земле. В ночь на 14 января 1945 года ефрейтор Ешбаев с сапёрами проделал проходы в минных полях и проволочных заграждениях в районе населённого пункта Пшиле (9 км юго-западнее города Варка, Польша). Под огнём противника сапёры хладнокровно продолжали своё опасное дело. Ефрейтор Ешбаев лично разминировал 16 противотанковых и множество противопехотных мин и обозначил проходы.
Указом Президиума Верховного Совета СССР от 6 апреля 1945 года за исключительное мужество, отвагу и бесстрашие, проявленные в боях с гитлеровскими захватчиками сержант Ешбаев Сарсенгали награждён орденом Славы 1-й степени (№ 115). Стал полным кавалером ордена Славы.

### После армии
Старшина Ешбаев демобилизован в 1947 году. Вернулся на родину. До 1954 года работал паспортистом в Актюбинске. По семейным обстоятельствам перевёлся ближе к родному аулу. Стал работал милиционером в селе Ногайты в Байганинском районе, больше 20 лет охранял покой односельчан. Затем работал в Нургатинском совхозе, на Саздинском водохранилище Актюбинской области. После выхода на пенсию в 1985 году вернулся в Актюбинск. Участник Парада Победы на Красной площади в Москве в 1985 и 1995 годах. Умер 3 апреля 1998 года. Похоронен на кладбище села Кызылжар.

## Награды
- Орден Славы I степени (6 апреля 1945 года)
- Орден Славы II степени (4 июля 1944 года)
- Орден Славы III степени (9 апреля 1944)
- Орден Отечественной войны I степени[2]
- Медаль За оборону Ленинграда
- Медаль «В ознаменование 100-летия со дня рождения Владимира Ильича Ленина» (6 апреля 1970)
- Медаль «За победу над Германией в Великой Отечественной войне 1941—1945 гг.» (9 мая 1945[3])
- Юбилейная медаль «Двадцать лет Победы в Великой Отечественной войне 1941—1945 гг.» (7 мая 1965[4])
- Юбилейная медаль «Тридцать лет Победы в Великой Отечественной войне 1941—1945 гг.»[5]
- Медаль «Сорок лет Победы в Великой Отечественной войне 1941-1945 гг.»[6]
- Юбилейная медаль «50 лет Победы в Великой Отечественной войне 1941—1945 гг.»[7]
- Медаль «Ветеран Вооружённых Сил СССР»
- Медаль «30 лет Советской Армии и Флота».[8]
- Юбилейная медаль «40 лет Вооружённых Сил СССР»[9]
- Юбилейная медаль «50 лет Вооружённых Сил СССР» (26 декабря 1967[10])
- Юбилейная медаль «60 лет Вооружённых Сил СССР» (28 января 1978[11])
- Юбилейная медаль «70 лет Вооружённых Сил СССР» (28 января 1988[12])